# ROA (Künstler)

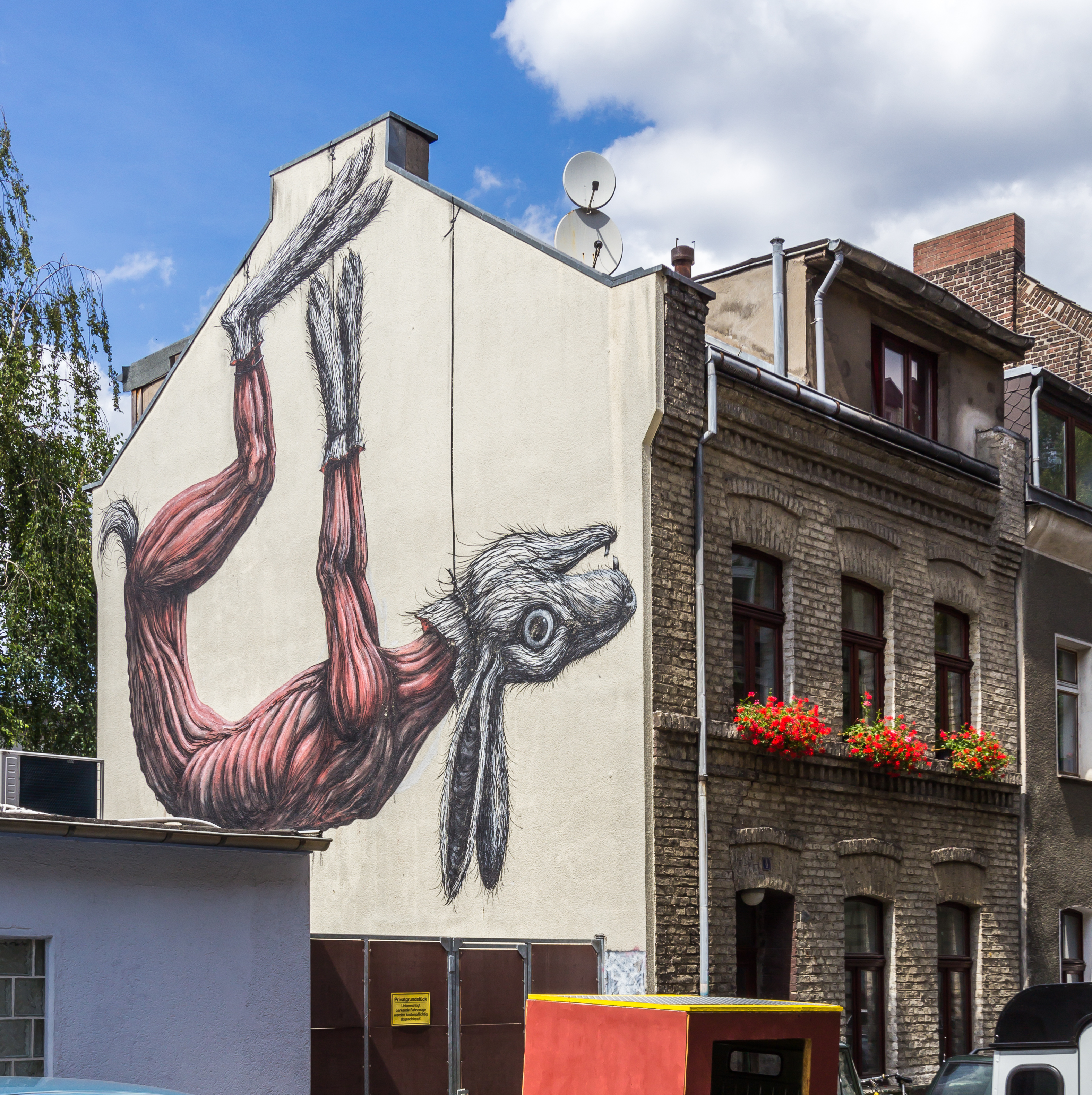
Cologne, CityLeaks 2011, Senefelder Str. 4

ROA (* 1975 in Gent) ist ein belgischer Streetart- und Graffiti-Künstler. Sein richtiger Name ist nicht bekannt.

## Leben und Werk
Von klein auf übten Tiere auf ROA eine große Faszination aus. Er nahm Skelette und aus dem Nest gefallene Vögel mit nach Hause und malte sie. Als 13-Jähriger lernte er Graffiti kennen. Den von New York ausgehenden klassischen Stil perfektionierte er mit der Zeit und verdiente sich einen Teil seines Lebensunterhaltes mit Graffiti-Workshops für Kinder. Seinen  eigenen Stil fand ROA, nachdem er das Thema Tiere in den Straßenraum brachte.
Er malte sie an die Orte, in denen sie gelebt hatten oder noch lebten. Es wurden riesige, teilweise verstörende Murals, hauptsächlich in Schwarz-Weiß und phänomenaler Detailtreue.
ROA wurde u. a. zum City Leaks Urban Art Festival Köln 2011 eingeladen. Hier malte er in Köln-Ehrenfeld einen gehäuteten Hasen mit blutigem Leib, der an den Füßen aufgehängt war. Der Künstler wollte damit auf die alltäglichen Grausamkeiten hinweisen. Unter den Anwohnern sorgte das Kunstwerk zuerst für  Empörung, wurde dann aber nach heftigen Diskussionen akzeptiert.

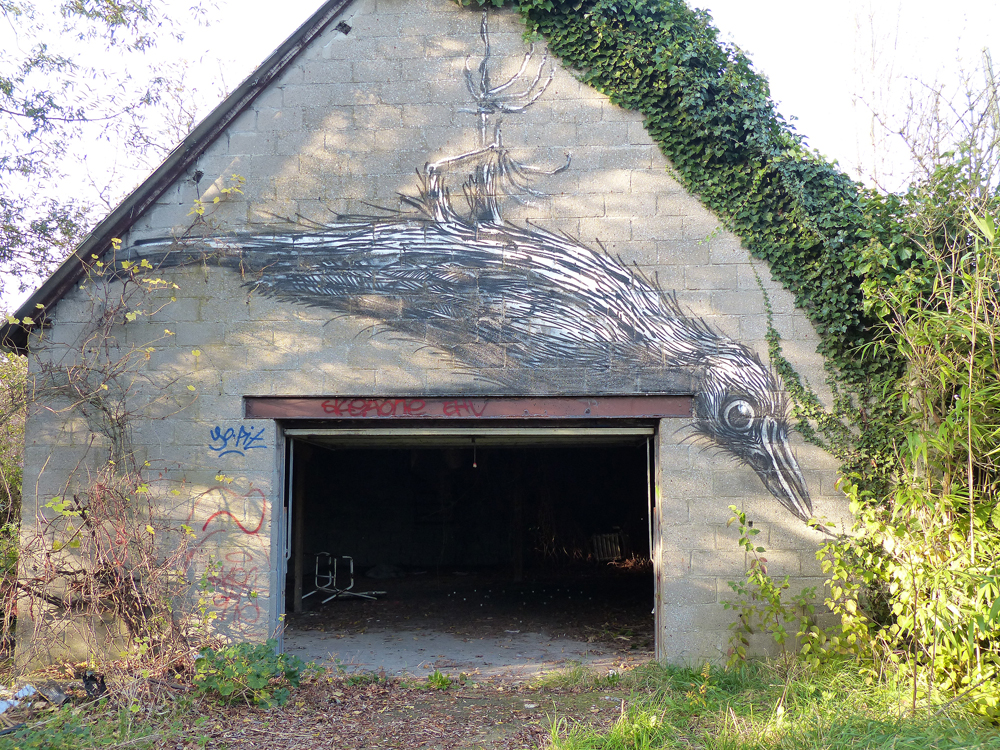
Doel

Im Geisterdorf Doel bei Antwerpen, unterhalb des  Kernkraftwerkes Doel gelegen, schuf ROA einige kritische Gemälde. Dort versucht die belgische Regierung  eine Hafenerweiterung durchzusetzen.

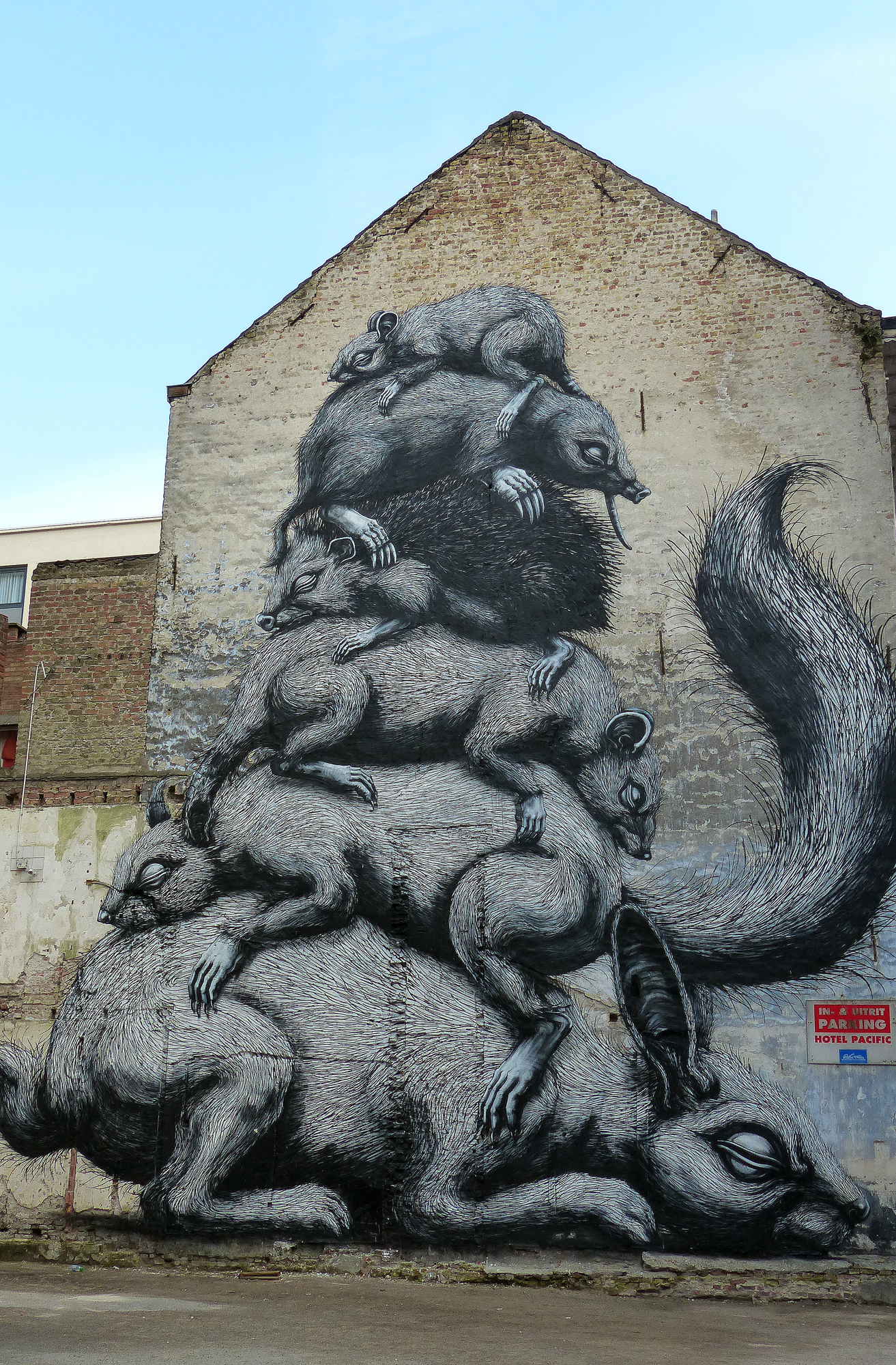
Ostende

Beim Crystal Ship Streetart - Festival 2016 in Ostende beeindruckte er mit einem riesigen Gemälde, auf dem sechs stadttypische Kleintiere mit geschlossenen Augen aufgestapelt liegen.

## Ausstellungen (Auswahl)
- Cataclysm, At The Gallery, Antwerpen, 7. Oktober 2017 – 8. Januar 2018
- Infatuated, Photo Exhibition, Heerlen Murals, Heerlen 2016
- The Crystel Ship Streetart - Festival, Ostende 2016
- Bukruk Festival, Thailand 2016
- Pow Pow Festival, Hawaii 2015
- Public Forms Festival, Perth 2014
- MAUS Urban Art Festival, Soho, Málaga 2014
- Wide Open Walls Project, Gambia 2014
- PRHBTN Festival, Lexington, Kentucky 2014
- Djerbahood, Djerba 2014
- See No Evil Festival, Bristol 2012
- CityLeaks Festival, Köln 2011
- Transit, Skalitzers Gallery, Berlin 2011
- ROA West Coast Pop-up Show, Los Angeles 2010